# ضفدع شمالي
ضفدع شمالي أو ضفدع المنك (الاسم العلمي: Rana septentrionalis) (بالإنجليزية: Mink frog)‏ هو نوع من الحيوانات يتبع جنس الضفدع الحقيقي من فصيلة الضفادع الحقيقية.